# Inge Lieckfeldt
Inge Lieckfeldt (* 4. Oktober 1941 in Stettin) ist eine ehemalige deutsche Eisschnellläuferin.
Lieckfeldt, die für den SC Dynamo Berlin startete, nahm von 1963 bis 1968 an internationalen Wettbewerben teil. Dabei kam sie in der Saison 1963/64 bei ihrer einzigen Teilnahme an einer Mehrkampfweltmeisterschaft, bei der Mehrkampfweltmeisterschaft 1964 in Kristinehamn auf den 32. Platz im Mini-Mehrkampf und bei ihrer einzigen Teilnahme an Olympischen Winterspielen im Februar 1964 in Innsbruck jeweils auf den 21. Platz über 1500 m und 3000 m. Bei DDR-Meisterschaften siegte sie dreimal über 3000 m (1964, 1966, 1968) und einmal im Mini-Mehrkampf (1964). Zudem wurde sie fünfmal Zweite und zweimal Dritte.

## Persönliche Bestzeiten
| Disziplin | Zeit       | Datum             | Ort      |
| --------- | ---------- | ----------------- | -------- |
| 500 m     | 49,7 s     | 5. März 1966      | Berlin   |
| 1000 m    | 1:41,3 min | 7. Januar 1968    | Berlin   |
| 1500 m    | 2:32,5 min | 2. Februar 1966   | Zakopane |
| 3000 m    | 5:19,2 min | 14. Dezember 1967 | Berlin   |
| 5000 m    | 9:27,6 min | 3. November 1967  | Berlin   |